# Набэсима Наосато
Набэсима Наосато (яп. 鍋島 直郷, 23 апреля 1718 — 21 ноября 1770) — японский даймё периода Эдо, 6-й правитель княжества Касима (1728—1763), поэт в жанре вака.

## Биография
Родился в Касиме как старший сын Набэсимы Наокаты, 5-го даймё Касимы. После смерти своего отца в 1728 году он унаследовал княжество. Однако в 1729 году Касиму поразила засуха, и финансовое положение княжества стало тяжелым.
Позже нагрузка на финансы продолжала расти, и в 1762 году Наосато даже не смог собрать средства для санкина котая. Набэсима Наосато, страдавший от финансовых затруднений и впавший в отчаяние, вышел в отставку в 1763 году, отчасти потому, что у него были детей. Приёмный сын, Набэсима Наохиро, десятый сын Набэсимы Мунэсигэ, 6-го даймё Саги, стал его преемником.
Был женат на Оити, дочери Набэсимы Наохидэ, даймё Оги.